# Hôpital Santa Rita
L'Hôpital Santa Rita est une unité du complexe hospitalier de la Santa Casa de Misericórdia de Porto Alegre. C'est le leader et la référence brésilienne dans le diagnostic et toutes les formes de traitement de l'oncologie, possédant le plus grand parc radiothérapique du pays, et un laboratoire de médecine nucléaire de dernière génération.